# بخش پرو (شهرستان هورون، اوهایو)
بخش پرو (به انگلیسی: Peru Township) یک منطقهٔ مسکونی در ایالات متحده آمریکا است که در شهرستان هیورن، اوهایو واقع شده‌است.
 بخش پرو ۶۶٫۶ کیلومتر مربع مساحت و ۱٬۱۰۵ نفر جمعیت دارد و ۲۳۴ متر بالاتر از سطح دریا واقع شده‌است.